# 索马里过渡联邦政府
过渡联邦政府是2004年至2012年间被国际社会广泛承认的索马里政府。政府成立于2004年，最后一任总统为谢里夫·谢赫·艾哈迈德。 索马里过渡政府受到联合国、非洲联盟以及美国的支持。由于索马里军阀割据，过渡政府仅控制首都摩加迪沙及周边地区。 
过渡联邦议会（TFP）于2004年11月通过了“过渡联邦宪章”（TFC）；其中，定义“过渡联邦议会”为过渡联邦机构（TFIs）中的一员。
过渡联邦政府由政府行政部门组成，另有全民教育论坛担任立法部门。政府由索马里总统领导，内阁通过总理向其报告。索马里过渡政府也可用作所有三个分支的总称。
2011年6月，因坎帕拉协议，总统，议长和众议院的任期延长至2012年8月。
2012年8月23日，索马里结束为期8年的过渡期，8月29日选出联邦议会议长，9月10日全国选民普选产生新总统，9月17日总统内阁人选经联邦议会批准成立，9月21日索马里变为联邦州县自治管理，同时恢复实行联邦宪政。

## 外交
索马里的联合国席位由过渡政府署理。